# 목뿔위근육
목뿔위근육(suprahyoid muscles), 또는 설골상근은 목의 목뿔뼈 위에 위치한 4개의 근육이다. 목뿔위근육에는 턱두힘살근, 붓목뿔근, 턱끝목뿔근, 턱목뿔근이 속한다. 턱두힘살근은 2개의 근육 힘살을 지닌다는 독특한 특징으로 인해 그런 이름이 붙었다. 턱두힘살근의 뒤힘살은 머리뼈의 꼭지돌기에서 일어나고 아래앞쪽으로 기울어져 주행한다. 턱두힘살근의 앞힘살은 아래턱뼈 몸통의 속면에 있는 턱두힘살근오목에서 일어나 아래뒤쪽으로 주행한다. 두 힘살은 중간힘줄에서 서로 연결된다. 중간힘줄은 목뿔뼈에 부착된 결합 조직으로 구성된 고리를 통과한다. 턱목뿔근은 입의 바닥을 지지하는 혀보다 아래쪽에 있는 얇고 평평한 근육이다. 턱끝목뿔근은 목의 정중선에서 서로 만나는 짧고 좁은 근육이다. 붓목뿔근은 턱두힘살근의 뒤힘살과 거의 평행한 길고 가는 근육이다. 

## 기능
이 4개의 근육은 서로 다른 작용을 하지만 일반적으로 삼키는 동안 목뿔뼈를 올리고 식도를 넓히는 것을 돕는다. 턱두힘살근의 두 힘살이 수축하면 목뿔뼈를 위로 당긴다. 그러나 목뿔뼈가 아래에서 고정되면 턱두힘살근은 하품을 하거나 사과를 크게 한 입 먹을 때와 같이 입을 크게 벌리는 것을 돕는다. 턱목뿔근은 목뿔뼈를 들어 올리고 입의 바닥을 긴장시킨다. 턱끝목뿔근은 목뿔뼈를 앞쪽으로 당겨서 삼키는 동안 입의 바닥을 짧게 하고 인두를 넓힌다. 붓목뿔근은 목뿔뼈를 들어 올리고 뒤로 들여 삼키는 동안 입 바닥을 늘린다. 
| 근육                | 이는곳                        | 닿는곳   | 신경 분포                            |
| ------------------- | ----------------------------- | -------- | ------------------------------------ |
| 턱두힘살근 (앞힘살) | 턱두힘살근오목                | 중간힘줄 | 턱목뿔근신경 - 아래턱신경(V3)의 가지 |
| 턱두힘살근 (뒤힘살) | 꼭지패임                      | 중간힘줄 | 얼굴신경(CN VII)                     |
| 턱끝목뿔근          | 턱뼈결합 근처의 아래 턱끝가시 | 목뿔뼈   | 혀밑신경을 통한 첫째목신경(CN XII)   |
| 붓목뿔근            | 관자뼈의 붓돌기               | 목뿔뼈   | 얼굴신경(CN VII)                     |
| 턱목뿔근            | 아래턱뼈의 턱목뿔근선         | 목뿔뼈   | 턱목뿔근신경 - 아래턱신경의 가지     |

## 같이 보기
위키미디어 공용에 목뿔위근육 관련 미디어 분류가 있습니다.
- 목뿔아래근육